# Egy év kilenc napja
Az Egy év kilenc napja (Девять дней одного года – Gyevjaty dnyej odnovo goda) Mihail Romm 1962-ben bemutatott fekete-fehér filmdrámája.
A film Romm szándéka szerint a modern fizika művelőinek, tágabb értelemben a tudósok felelősségéről, a tudomány hatásairól magánéletükre, illetve egymás közötti kapcsolataikról, azokra gyakorolt különféle hatásairól szól.
A modern fizika és a tudományok fejlődésének kérdése ebben az időszakban szélesebb közönség témája volt Nyugaton és Keleten egyaránt. A Szovjetunióban ekkor lángolt fel épp ennek kapcsán az ún. „Fizika és költészet” («Физики» и «лирики») vita a műszaki-tudományos és humán értelmiség között.
Bár kétségtelenül erősen technicista jellegű a történet, mégis számtalan érdekességet tartogat a fizikában, technikában kevésbé járatos nézők számára is. És érdekes fényt vetnek rá a későbbi sőt mai események, akár Andrej Szaharov vagy a csernobili katasztrófa története, vagy akár az a puszta tény, hogy a filmbeli kutatás végső célja, a fúziós reaktor még a XXI. századra sem valósult meg.
A film tudományos tanácsadói Nobel-díjas szovjet fizikusok, Igor Tamm és Lev Davidovics Landau voltak. Tamm ekkoriban munkatársaival éppen hasonló feladatok megoldásával foglalkozott (Tokamak).
Romm igyekezett megtalálni a megfelelő egyensúlyt a magánéleti történet és annak hátterében bemutatott fizikai, filozófiai fejtegetések között.
Érdekes, hogy Rommtól elfogadták az erősen vulgármarxista fejtegetéseket is minden korrekció nélkül. Vagy például hogy egy ilyen helyen dolgozó vezető szakembertől eltűrtek egy, a háborúk és a technikai fejlődés kapcsolatát hangsúlyozó fejtegetést.
Mindezekkel az Egy év kilenc napja olyan későbbi, nagysikerű filmek előképének tekinthető, mint Zanussi Illuminációja (1973) vagy Tarkovszkij filozofikus Sztalkere (1979).

## Szereplők
- Dmitrij Alekszejevics Guszev atomfizikus – Alekszej Batalov (Kálmán György)
- Ilja Kulikov elméleti fizikus – Innokentyij Szmoktunovszkij (Kállai Ferenc)
- Jelena Mihajlovna (Ljolja), Guszev felesége – Tatyjana Lavrova (Domján Edit)
- Konsztantyin Ivanovics Szincov professzor – Nyikolaj Plotnyikov (Csákányi László)
- Pavel Gyemjanovics Butov, az Intézet igazgatója – Szergej Blinnyikov (Egri István)
- Nyikolaj Ivanovics, fizikus – Jevgenyij Jevsztyignyejev
- Valerij Ivanovics, fizikus – Mihail Kozakov
- Fiatal fizikus, esküvői vendég – Valentyin Nyikulin
- Fizikus, esküvői vendég – Pavel Springfeld (Ujlaki László)
- Fizikus, esküvői vendég – Alekszandr Pelevin
- Pokrovszkij biofizikus professzor – Jevgenyij Tyetyerin
- Guszev apja – Nyikolaj Szergejev
- Marija Tyihonovna, Szincov felesége – Ada Vojcik
- Tatyjana Abramovna orvos az Intézet egészségügyi részlegéből – Valentyina Beljajeva
- Nyura, Guszev fiatalabbik húga – Ljuszjena Ovcsinnyikova (Horváth Teri)
- Nyura férje – Jurij Kirejev
- Fizikus – Borisz Jasin
- Fizikus – Igor Dobroljubov
- Magas, szakállas fizikus – Andrej Szmirnov
- Guszev idősebb húga – Anna Pavlova
- Fizikus – Rezo Eszadze
- Mitya, a donor – Georgij Jepifancev
- KGB tiszt – Lev Durov
- Fizikus – Nagyezsda Batirjeva
- Fizikus – Valentyina Ananyina
- Fizikus, esküvői vendég – Ilja Rutberg
- Vaszilij, fizikus – Nyikolaj Grabbe
- Esküvői vendég – Zoja Vaszilkova (Zoja Csekulajevaként szerepel a címfeliratokban)
- Fjodorov, fizikus – Igor Jasulovics
- Fiatal fizikus – Valerij Babjatyinszkij
- Diáklány – Anna Gyemidova
- Fiatal tudós – Konsztantyin Hugyakov
- Vendég Guszev lakásán – Pavel Vinnyik
- Fizikus – Vlagyimir Lippart
- Férfi az ebédlőben – Bruno Ljaus
- Vendég az esküvőn – German Poloszkov
- Repülőtéri munkatárs – Oleg Moksancev
- Pincér – Pjotr Szavin
- Vendég az esküvőn – Georgij Harabadze
- Narrátor – Zinovij Gerdt (hangja) (Ráday Imre)

További magyar hangok: Avar István, Báró Anna, Holl István, Horváth Jenő, Kaló Flórián, Láng József, Misoga László, Náray Teri, Simor Erzsi, Surányi Imre

## A történet

Dmitrij és Ilja az intézetben (Alekszej Batalov és Innokentyij Szmoktunovszkij)

Dmitrij Guszev atomfizikus egy Novoszibirszk melletti kutatóintézetben dolgozik professzora, Szincov irányítása alatt. A szabályozott fúzió létrehozásán, távolabbi célként a fúziós reaktor megalkotásán dolgoznak. Egy nap kísérlet közben türelmetlenségükben felelőtlen lépésre szánják el magukat, aminek következtében a professzor hatalmas sugárdózist kap, de Guszev is csaknem halálosat.
Guszevet Moszkvába küldik gyógykezelésre.
Moszkvai menyasszonyával már évek óta külön élnek. Jelena (Ljolja) végleg szakítani akar és férjhezmenni barátjához, a szintén fizikus Iljához. Ám Dmitrij balesete miatt halogatják a tisztázó megbeszélést, amire csak két hónappal később kerítenek sort, amikor végre kiengedik a kórházból. De valahogy mégsem sikerül a tárgyra térniük. Guszev elengedné Jelenát, mivel élete célja, hogy a professzorával megkezdett munkát befejezze. És egyébként sem venné feleségül a nőt. Nem tudni, hibázik-e, vagy lelke mélyén mégis meg akarja tartani Jelenát, de kiböki, hogy egyetemista korában már érte jelentős sugárterhelés, így a további munkája valójában jóval kockázatosabb, mint azt környezete, munkatársai sejtenék. Ennek ellenére ő folytatni akarja a kutatást.
Jelena úgy érzi, a férfi még mindig szereti, és szüksége is van őrá, inkább mint bármikor, így Dmitrijjel marad és Iljával szakít.
Házasságuk azonban unalmas, Dmitrij csak a munkájának él.
Különösen mivel a kísérletek hónapokon keresztül eredménytelenül folynak, s amikor váratlanul beüt a siker, Guszev megint a berendezés közelében tartózkodik, és ismét erős sugárzás éri. Ezt azonban eltitkolja.
A további kísérletek azonban nem hoznak további eredményeket, Guszev állapota pedig tovább romlik. Otthon van betegállományban, és Jelena hozza a munkatársai által kozmetikázott híreket az intézetből.
Guszev Jelenával meglátogatja apját és húgait szülőfalujukban. Erőt nyer élete folytatásához. És Moszkvába utazik, hogy csontvelőátültetéssel megpróbálja az életét megmenteni, vagy legalábbis meghosszabbítani. További erőt merít donorjával, a végzős orvosegyetemista, hozzá hasonlóan megszállott Mityával folytatott beszélgetésből és Ilja, valamint felesége látogatásából a műtét előtti estén. Az idegesen és aggódón várakozó Jelenának és Iljának kedves, rajzos üzenetet küld biztatásul.

## A forgatási helyszínek
- A filmben szereplő, Novoszibirszkhez közeli kisváros, amely otthont ad a kutatóintézetnek és az ott dolgozó tudósoknak, valójában Dubna és az ott működő Egyesített Atomkutató Intézet illetve a Lesznaja utca.
- Az éttermi jelenetet valóban a moszkvai Tverszkaja téren álló híres, külföldieket vonzó grúz étteremben, az Aragvi Étteremben forgatták (Guszev is név szerint említi vicces üzenetében a film végén).
- A moszkvai kórház a Lomonoszov Egyetemhez tartozó egyetemi kórház. Az előcsarnok oszlopsorán keresztül rálátni az egyetem híres főépületére.
- A film elején egy rövid jelenet játszódik a moszkvai repülőtéren. Később rövid jelenetekben látható a GUM áruház? kirakata és a nemzetközi telefonközpont várója is.

## Érdekességek
- Ilja Kulikovot eredetileg Jurij Jakovlev alakította volna, de a forgatásra megbetegedett. Ezután Romm több ismert, híres színészt is behívott, de végül az akkor még kevésbé ismert Innokentyij Szmoktunovszkij mellett döntött, aki egyébként első filmszerepét éppen Romm Gyilkosság a Dante utcában című filmjében kapta.
- Az első halálos kimenetelű sugárfertőzés Los Alamosban történt 1945 augusztusában, amikor az egyik tudós, Harry Daghlian volfrám-karbid neutron visszaverő anyaggal kísérletezett. Ennek során annak egyik darabja véletlenül a plutóniumra esett, ami emiatt egy pillanatra hatalmas sugárzást bocsájtott ki. Hasonló balesetet szenvedett 1946 májusában Louis Slotin. Ezután hasonló helyszínrajzzal és számításokkal becsülték meg, hogy ő halálos dózist kapott, a többi jelenlévő viszont kisebbet.
- Utólag felvethető az a kérdés, hogy vajon Guszev vagy Kulikov Tamm (esetleg Oleg Lavrentyijev) illetve Szaharov, bár ez a kérdés nyilvánvalóan még nem lehet benne Romm eredeti alkotásában.
- A film látványosan cáfolja azt a vélekedést, miszerint a szovjet propaganda csak nyugaton hangoztatott atomfegyver ellenes szólamokat, míg odahaza ezeket a hangokat elfojtotta.

## Díj
- 1962 – Karlovy Vary-i Nemzetközi Filmfesztivál „Kristály glóbusz” nagydíj